# Nachrangiges Darlehen
Nachrangige Darlehen (oder Nachrangdarlehen; englisch junior debt, subordinated loans) gehören bei Unternehmen zum Mezzanine-Kapital und sind Finanzinstrumente, die im Falle der Liquidation oder Insolvenz im Rang hinter andere Forderungen gegen das schuldende Unternehmen zurücktreten.

## Allgemeines
Regelfall bei der Unternehmensfinanzierung stellen Darlehen dar, die absolute Rückzahlungspflichten nach § 488 Abs. 1 BGB enthalten (englisch senior debt) und damit nicht mit Privilegierungsbedingungen zugunsten anderer Gläubiger ausgestattet sind. Beide gehören zu den Darlehen und sind damit Fremdkapital aus der Sicht des aufnehmenden Unternehmens.
Als Darlehensgeber kommen die Gesellschafter des kreditnehmenden Unternehmens (Gesellschafterdarlehen), aber auch andere Kreditgeber wie Förderbanken (KfW Bankengruppe) oder Private Equity/Venture-Capital-Gesellschaften in Frage. Die KfW stellt bei Existenzgründungen Nachrangdarlehen zur Verfügung. Nachrangdarlehen werden im Regelfall nicht besichert und sind – wegen ihrer größeren Ausfallwahrscheinlichkeit – mit einem höheren Zins ausgestattet. Eine Besicherung scheidet meist bereits deshalb aus, weil die Forderung erst sehr spät fällig wird (bei der Liquidation oder in der Insolvenz) und erst dann Verwertungsreife eintritt. Für den gewerblichen Vertrieb von mezzaninen Finanzierungsinstrumenten, die keine „Finanzinstrumente“ im Sinne des § 1 Abs. 11 KWG sind, wie beispielsweise die stille Beteiligung, das unverbriefte Namens-Genussrecht, das partiarische Darlehen und das Nachrangdarlehen, war bislang eine Erlaubnis nach § 34c GewO ausreichend. Seit Inkrafttreten des Kleinanlegerschutzgesetzes am 10. Juli 2015 ist eine Erlaubnis nach § 34f Abs. 1 Satz 1 Nr. 3 GewO erforderlich.

## Bedingung und Rangfolge
Die Rückzahlung der Nachrangdarlehen ist mit der aufschiebenden Bedingung verknüpft, dass sie im Falle der Insolvenz oder der Liquidation des Kreditnehmers erst nach der Befriedigung anderer (vorrangiger) Gläubiger (senior debt) getilgt werden müssen. Nachrangigkeit bedeutet mithin, dass die hiervon betroffene Forderung im Liquidations- oder Insolvenzfalle des Schuldners erst bedient wird, wenn sämtliche Gesellschaftsgläubiger im Sinne des § 39 Abs. 2 InsO befriedigt wurden, aber im Range vor oder gleichrangig mit den Einlagerückgewähransprüchen der Gesellschafter im Sinne des § 199 Satz 2 InsO. Diese Bedingung ist als Rangrücktritt, Subordination oder Nachrangabrede ausgestaltet. Eine Rangordnung wird für den Fall festgelegt, dass die Vermögenswerte des Unternehmens nicht ausreichen, um alle Forderungen zu bedienen.
Im Hinblick auf die Bilanzpositionen gibt es folgende Rangfolge:
| Finanzierungsinstrument                                                                                | Rangordnung in der Insolvenz des Kreditnehmers  |
| --- | ----------------------------------------------- |
| Vorrangiges Darlehen englisch senior debt                                                              | Vorrang vor allen anderen Passiva               |
| Zweitrangiges Darlehen englisch second lien debt                                                       | im Range nach dem vorrangigen Darlehen          |
| Junk Bonds englisch high yield bond debt                                                               | im Range nach dem zweitrangigen Darlehen        |
| Mezzanine-Kapital englisch mezzanine debt                                                              | im Range nach den Junk-Bonds                    |
| Unitranche-Finanzierung englisch unitranche financing nachrangiges Darlehen englisch subordinated loan | letztrangige Finanzierung mit Unternehmerrisiko |

Im Hinblick auf das Finanzrisiko des Gläubigers stehen die Unitranche-Finanzierung und das nachrangige Darlehen an letzter Rangstelle und weisen ein mit dem Eigenkapital vergleichbares Insolvenzrisiko auf. Die Wahrscheinlichkeit für beide Finanzinstrumente, eine Rückzahlung aus der Insolvenzmasse zu erhalten, tendiert gegen null.

## Rangrücktrittsvereinbarung
Die Rangrücktrittsvereinbarung ist ein verfügender Schuldänderungsvertrag nach § 311 Abs. 1 BGB. Durch das MoMiG vom Oktober 2008 ist der die insolvenzrechtliche Überschuldung vermeidende Rangrücktritt in § 19 Abs. 2 InsO gesetzlich geregelt. Danach sind Verbindlichkeiten nicht zu passivieren, für die nach § 39 Abs. 2 InsO ein Rangrücktritt vereinbart ist.

### Arten
Beim relativen Rangrücktritt handelt es sich um eine Vereinbarung zwischen einzelnen Gläubigern, die dazu dient, das Verhältnis von deren Forderungen zueinander zu bestimmen. Ein Gläubiger kann danach erst dann Befriedigung verlangen, wenn der Gläubiger, hinter dessen Forderung er – relativ – zurückgetreten ist, ausgeglichen ist.
Daneben wird zwischen dem einfachen und dem qualifizierten Rangrücktritt unterschieden. Die einfache Rangrücktrittsvereinbarung sieht vor, dass die Forderung hinter die Forderungen aller übrigen Gläubiger zurücktritt. Der Rangrücktritt kann sich dabei nicht nur auf die gegenwärtigen, sondern auch auf die zukünftigen Forderungen beziehen. Beim einfachen Rangrücktritt kann die zurücktretende Forderung bereits dann wieder ganz oder teilweise zurückbezahlt werden, wenn alle vorrangigen Forderungen bedient wurden. Der Rangrücktritt erfolgt lediglich hinter das sonstige Fremdkapital, während beim qualifizierten ein Rangrücktritt in den Rang des Eigenkapitals gefordert wird. Hier kommt hinzu, dass die Forderung nur aus dem frei verfügbaren Jahres- oder Liquidationsüberschuss oder aus dem die sonstigen Verbindlichkeiten der Gesellschaft übersteigenden frei verfügbaren Vermögen geltend gemacht werden darf, und zwar auch nur nach der Befriedigung sämtlicher Gesellschaftsgläubiger und gleichrangig mit den Einlagerückgewähransprüchen von Mitgesellschaftern.
Die Rangrücktrittsvereinbarung hat zur Folge, dass die Forderung im vereinbarten Rang zu berücksichtigen ist. Durch das MoMiG sind weder der einfache noch der qualifizierte Rangrücktritt im Überschuldungsstatus zu berücksichtigen.
Eine Rangrücktrittsvereinbarung kann aber auch nachträglich durch einen „normalen“ Gläubiger im Rahmen einer Sanierung ausgesprochen werden, um eine drohende Überschuldung einer Kapitalgesellschaft oder einer Personengesellschaft, an der ausschließlich Kapitalgesellschaften die persönliche Haftung übernommen haben, zu beseitigen. Bei einer bilanziellen Überschuldung nach § 19 InsO besteht nämlich die Pflicht zur Insolvenzanmeldung gemäß §§ 92 AktG, § 64 GmbHG, § 130a und § 177a HGB.

### Rangfolge
Im Liquidations- oder Insolvenzfall gibt es bei einer Rangrücktrittsvereinbarung die nachstehende Rangfolge:
1. Normale Verbindlichkeiten (Lieferanten, Banken: senior debt),
2. Nachrangdarlehen (englisch junior debt),
3. Gesellschafterdarlehen,
4. Eigenkapital.

Sollte noch Liquidations- oder Insolvenzmasse nach Befriedigung der normalen Verbindlichkeiten vorhanden sein, ist zunächst das junior debt zurückzuzahlen, bevor die Gesellschafter ihr Eigenkapital zurückerhalten.

## Bilanzierung
Der Rangrücktritt führt nicht zum Erlöschen einer Verbindlichkeit, so dass diese weiterhin in der Bilanz nach § 266 Abs. 3 C HGB passiviert werden muss. Für den Überschuldungsstatus hingegen gilt seit dem BGH-Urteil vom 8. Januar 2001, dass die Verbindlichkeit weder mit einem einfachen (bei Fremdverbindlichkeiten) noch mit einem qualifizierten (Gesellschafterdarlehen) Rangrücktritt zu passivieren ist (§ 19 Abs. 2 InsO).
Internationale Ratingagenturen erkennen derartige hybride Finanzierungsformen beim Schuldner ganz oder teilweise als wirtschaftliches Eigenkapital an. Nachrangdarlehen können mit mindestens 50 % ihres Betrages ratingverbessernd zum wirtschaftlichen Eigenkapital gerechnet werden. Das ist einer der Hauptgründe für die Vereinbarung eines Rangrücktritts in der Unternehmenskrise.